# よければ一緒に
「よければ一緒に」（よければいっしょに）は、2010年2月10日にzetima（アップフロントワークス）からリリースされたKANの32作目のシングル。

## 概要
「世界でいちばん好きな人」以来3年3カ月ぶりのシングル。表題曲「よければ一緒に」は、BSフジ『Beポンキッキ』の挿入歌。番組内では主に歌い出し部分が頻繁にオンエアされた。曲中に挿入される鈴の音（Sleigh Bells）はKAN自身が演奏している。
カップリングの「バイバイバイ」は2009年12月25日に浜離宮朝日ホールで行われたピアノ弾き語りによるライブ音源。オリジナル・ヴァージョンはアルバム『カンチガイもハナハダしい私の人生』に収録されている。
ジャケット・デザインは森本千絵が担当。湯気の立った白いコーヒーカップを取っ手にした青い傘が青い夜空に浮かんでいるデザインとなっている。

## 収録曲
全曲 作詞・作曲：KAN
1. よければ一緒に（6:52）
  - 編曲：KAN
2. バイバイバイ（Live）（5:32）
3. よければ一緒に（Instrumental）（6:48）

## 「よければ一緒に」参加ミュージシャン
- 島村英二（Drums）
- 富倉安生（Bass）
- 土方隆行（Acoustic Guitar）
- 小林信吾（Piano）
- 伊東ミキオ（Hammond Organ）
- 田久保誠一（Synthesizer Manipulation）